# Perolepis regularis
Perolepis regularis är en ringmaskart som beskrevs av Ehlers 1908. Perolepis regularis ingår i släktet Perolepis och familjen Polynoidae. Inga underarter finns listade i Catalogue of Life.